# سمير عبد الفتاح
سمير عبد الفتاح كاتب قصص قصيرة، روائي، وكاتب مسرحي يمني. انتقل إلى صنعاء في عام 1982 حيث درس الاقتصاد والأعمال في الجامعة. معروف بتأليفه القصص القصيرة وكانت البداية بمجموعة رنين المطر في عام 2002 نشر مجموعتين أخريين. كتب روايتين وهما رواية السيد ميم (2007) وابن النسر (2008). وكتب أيضا مسرحيات للمسرح. في عام 2009 تعاون مع زملائه نادية الكوكباني، وجدي الأهدل، وعلي المقري على تشكيل مجموعة أدبية أطلق عليها لقاء الأمس. ترجمت أعماله إلى اللغة الإيطالية وأدرجت ضمن بيرل ديلو اليمن (2009).